# 绍维尼
绍维尼（法語：Chauvigny，法語發音：[ʃoviɲi]），法国西部城市，新阿基坦大区维埃纳省的一个市镇，隶属于蒙莫里永区，其市镇面积为95.82平方公里，2022年1月1日时人口数量为7,037人，在法国城市中排名第1,497位。
绍维尼位于维埃纳省中东部，维埃纳河畔，是一个区域性的中心城市，也是大普瓦捷城市公共社区的组成部分。连接普瓦捷和沙托鲁的干线公路由此通过，因其境内的城堡及碉楼而闻名。

## 地名来源
“绍维尼”一名转写自拉丁语“Calviniaco”，后者为当地历史上的一位领主，其生平尚有待考证。

## 历史

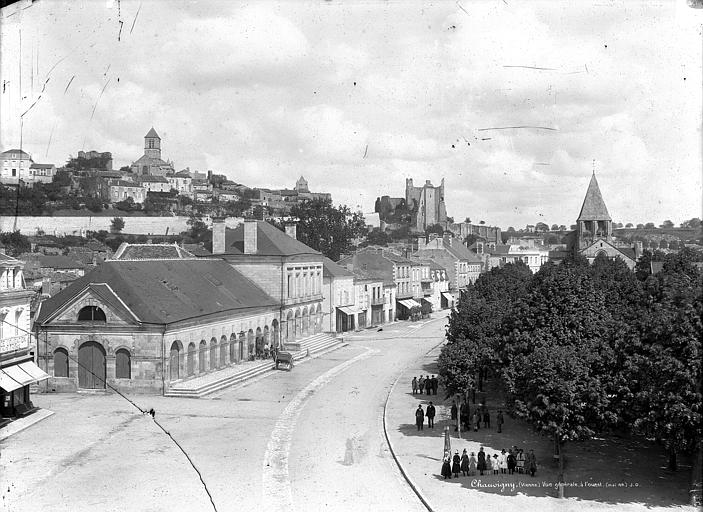
19世纪末的绍维尼市区

绍维尼附近区域有中石器时代的人类活动遗迹。高卢-罗马时期，一条连接布尔日和普瓦捷之间的道路由此跨越维埃纳河。根据当地官方网站的论述，绍维尼最早的可查证历史始于中世纪中期，彼时，镇守维埃纳河谷的绍维尼成为普瓦图东部的一个军事战略要地，河流东侧一处50米高的悬崖被开辟为一处城塞。中世纪中后期，当地领主先后在此修建了五座城堡，使其成为欧洲城堡数量最多的区域。英法百年战争初期，英格兰军队曾入侵绍维尼，当地的多处民居被德比伯爵烧毁。根据《1669年条令》，绍维尼附近的马勒伊森林被开辟为法兰西皇室园林，但由于该区域相对偏远，直至18世纪末尚未得到大规模开发。法国大革命后，绍维尼成为维埃纳省的一个市镇。工业革命期间，途径绍维尼的圣伯努瓦－勒布朗铁路建成运行，后因设施老化以及私人汽车的兴起而于1940年关闭。1946年，圣马夏尔（Saint-Martial）和圣皮埃尔教堂镇两个市镇并入绍维尼；1973年，普济乌（Pouzioux）亦并入绍维尼。1999年，绍维尼南部的锡沃境内建成了核电站，当地形成了新的社区。

## 地理

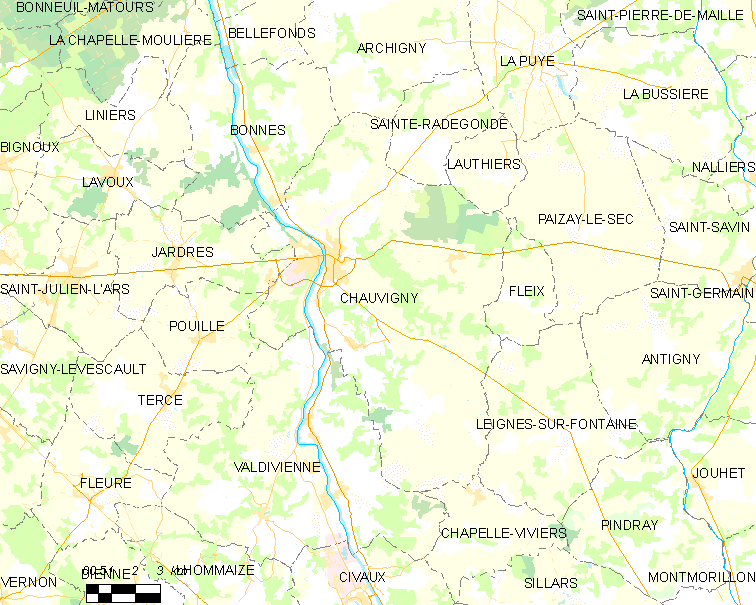
绍维尼市镇范围地图

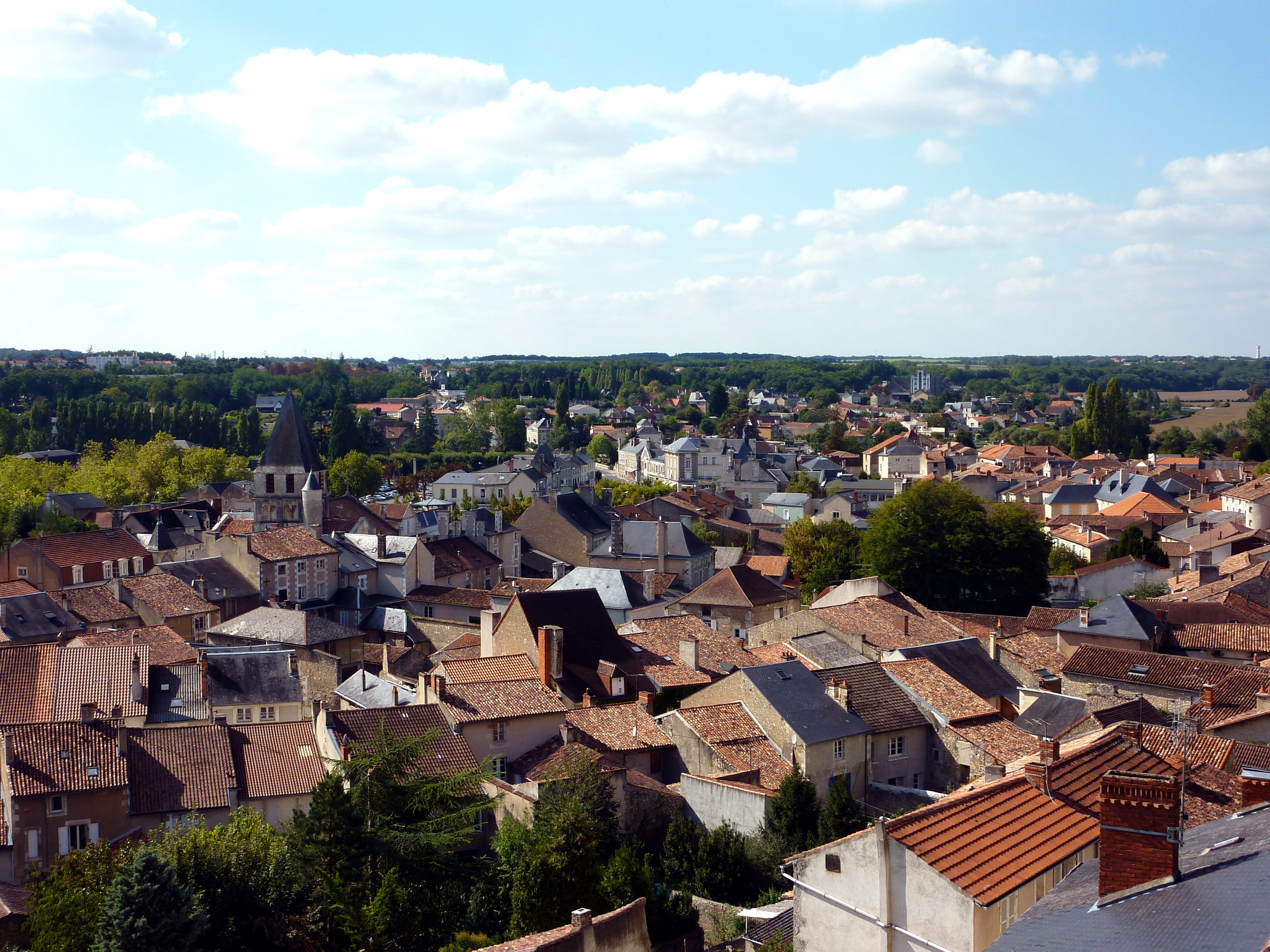
绍维尼市中心的建筑

绍维尼位于法国西部，新阿基坦大区北部和维埃纳省中东部，距离省会普瓦捷大约26.5公里。与绍维尼接壤的市镇包括：阿尔希尼、博讷、沙佩勒维维耶、雅德尔、洛捷、莱涅叙方丹、派宰勒塞克、普耶、瓦尔迪维耶讷、圣拉代贡德。

### 地形
绍维尼位于普瓦图丘陵东部，境内以浅丘为主，市镇中心地势较为平坦，东侧有一处高差近60米的悬崖，全境海拔在61到149米之间。

### 水文
维埃纳河干流自南向北流经境内，其右岸支流塔尔巴河（Talbat）在此与其交汇。

### 植被
绍维尼属于温带阔叶混交林区，林地主要分布于河流及坡地地区，市区东部的雅克·托拉花园（Jardin de Jacques Taulat）是当地主要的城市绿地。
在鲜花城市的评比中，绍维尼被评为3星级鲜花城市。

### 气候
绍维尼在柯本气候分类法中属于温带海洋性气候。
绍维尼境内设有常年气象站，以下为该气象站的数据（其中日照数据取自比亚尔气象站）：
| 绍维尼1981年－2019年 | 绍维尼1981年－2019年 | 绍维尼1981年－2019年 | 绍维尼1981年－2019年 | 绍维尼1981年－2019年 | 绍维尼1981年－2019年 | 绍维尼1981年－2019年 | 绍维尼1981年－2019年 | 绍维尼1981年－2019年 | 绍维尼1981年－2019年 | 绍维尼1981年－2019年 | 绍维尼1981年－2019年 | 绍维尼1981年－2019年 | 绍维尼1981年－2019年 |
| 月份                 | 1月                  | 2月                  | 3月                  | 4月                  | 5月                  | 6月                  | 7月                  | 8月                  | 9月                  | 10月                 | 11月                 | 12月                 | 全年                 |
| -------------------- | -------------------- | -------------------- | -------------------- | -------------------- | -------------------- | -------------------- | -------------------- | -------------------- | -------------------- | -------------------- | -------------------- | -------------------- | -------------------- |
| 历史最高温 °C（°F）  | 17 (63)              | 22.5 (72.5)          | 26.7 (80.1)          | 30 (86)              | 32.5 (90.5)          | 38.5 (101.3)         | 39.4 (102.9)         | 40.5 (104.9)         | 35.3 (95.5)          | 30 (86)              | 23.2 (73.8)          | 19.3 (66.7)          | 40.5 (104.9)         |
| 平均高温 °C（°F）    | 7.9 (46.2)           | 9.7 (49.5)           | 13.5 (56.3)          | 16.3 (61.3)          | 20.3 (68.5)          | 24 (75)              | 26.6 (79.9)          | 26.5 (79.7)          | 22.8 (73.0)          | 17.7 (63.9)          | 11.6 (52.9)          | 8.2 (46.8)           | 17.1 (62.8)          |
| 日均气温 °C（°F）    | 4.6 (40.3)           | 5.4 (41.7)           | 8 (46)               | 10.5 (50.9)          | 14.3 (57.7)          | 17.7 (63.9)          | 19.9 (67.8)          | 19.7 (67.5)          | 16.4 (61.5)          | 12.8 (55.0)          | 7.6 (45.7)           | 5 (41)               | 11.8 (53.2)          |
| 平均低温 °C（°F）    | 1.2 (34.2)           | 1 (34)               | 2.6 (36.7)           | 4.6 (40.3)           | 8.4 (47.1)           | 11.4 (52.5)          | 13.1 (55.6)          | 12.9 (55.2)          | 10.1 (50.2)          | 7.9 (46.2)           | 3.7 (38.7)           | 1.7 (35.1)           | 6.6 (43.9)           |
| 历史最低温 °C（°F）  | −18.5 (−1.3)         | −14.6 (5.7)          | −13.5 (7.7)          | −5 (23)              | −1.2 (29.8)          | 2 (36)               | 5 (41)               | 2 (36)               | 0 (32)               | −4 (25)              | −10.2 (13.6)         | −13.1 (8.4)          | −18.5 (−1.3)         |
| 平均降水量 mm（）    | 68.5 (2.70)          | 55.2 (2.17)          | 56.1 (2.21)          | 66.6 (2.62)          | 77.6 (3.06)          | 55.8 (2.20)          | 54.5 (2.15)          | 49.7 (1.96)          | 57.9 (2.28)          | 82.6 (3.25)          | 79.8 (3.14)          | 78.5 (3.09)          | 782.8 (30.82)        |
| 月均日照時數         | 69.7                 | 96.1                 | 153.8                | 174.6                | 206.5                | 232.9                | 242.7                | 241.8                | 194.2                | 128.8                | 82.6                 | 65.2                 | 1,888.9              |
| 来源：infoclimat.fr  |                      |                      |                      |                      |                      |                      |                      |                      |                      |                      |                      |                      |                      |

## 行政区划
绍维尼是法国新阿基坦大区维埃纳省的一个市镇，编号为86070。绍维尼隶属于蒙莫里永区，隶属于维埃纳省第三选区，管理绍维尼县，同时也是大普瓦捷城市公共社区的组成部分。
法国国家统计与经济研究所（简称）在进行数据统计时，将绍维尼单独设为绍维尼城市核心区以及绍维尼城市区。自2020年起，绍维尼城市区被包含97个市镇的普瓦捷城市辐射区代替。此外，还将绍维尼市镇分为了4个“块区”（IRIS），以便于统计人口分布情况。

## 交通

### 公路
法国国道N151线和多条维埃纳省省道在绍维尼境内交汇。新阿基坦大区下属的城际客运提供巴士线路，可前往普瓦捷、勒布朗、沙托鲁、蒙莫里永等地。
2018年，74%的绍维尼家庭拥有至少一辆私人汽车。2019年，绍维尼境内共发生各类交通事故2起，造成3人受伤。
| 26 | 35 |

| 29 | 29 |

| 17 | 73 |

| 普瓦捷 | 25 |

| 图尔 | 104 |

| 洛什 | 78 |

| 安德尔河畔沙蒂永 | 67 |

| 沙托鲁 | 96 |

| 沙泰勒罗 | 31 |

| 勒布朗 | 37 |

| 蒙莫里永 | 28 |

| 利摩日 | 115 |

| 克勒兹河畔阿让通 | 76 |

| 拉特里穆耶 | 37 |

| 吕萨克堡 | 22 |

### 铁路

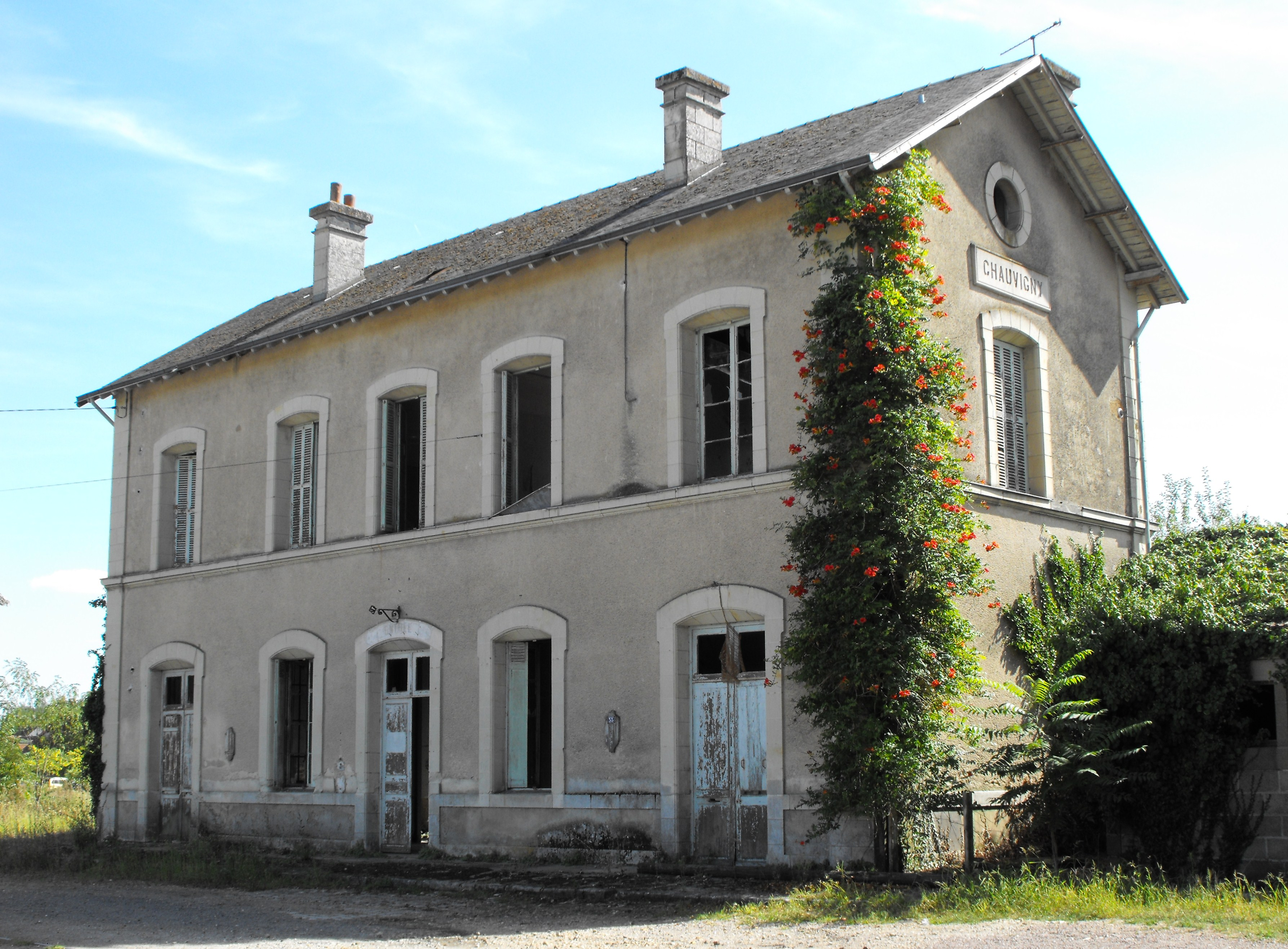
绍维尼火车站的站房

绍维尼位于圣伯努瓦－勒布朗铁路上，该铁路绍维尼附近的路段已废弃，原有的绍维尼火车站站房被私人收购另作他用。
距离绍维尼最近的运营中的铁路客运车站为26公里外的普瓦捷站，该站位于普瓦捷市区西侧，停靠前往多个方向的列车。

### 航空
距离绍维尼最近的民用航空站为普瓦捷机场，距离绍维尼市中心的公路里程约36公里。

### 城市公共交通
截至2022年1月，绍维尼暂无城市公共交通系统。

## 政治

### 市政内阁

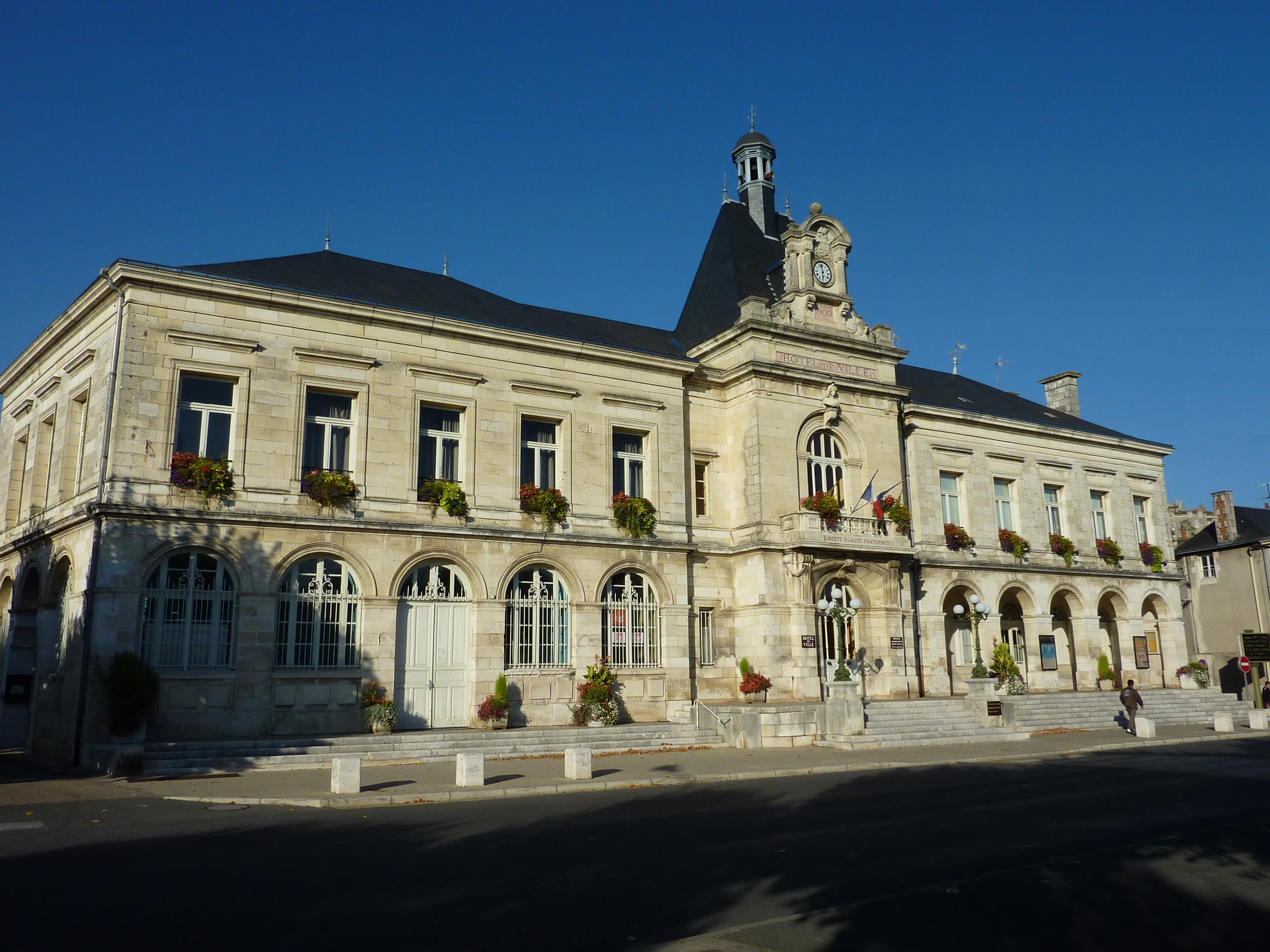
绍维尼市政厅

绍维尼的现任市长为热拉尔·埃尔贝先生（Gérard Herbert），他是一名右翼无党派人士，在2020年的市政选举中获得了56.81%的支持率。
| 绍维尼历届市长 |                                    |                                                   |
| 任期           | 市长                               | 党派                                              |
| 1944年－1971年 | Jacques Toulat 雅克·图拉           | MRP人民共和运动 →CD法国民主中心                   |
| 1971年－1974年 | Jean Lathus 让·拉蒂斯              | 不详                                              |
| 1974年－1977年 | Pierre Gonnard 皮埃尔·戈纳尔       | 無黨籍                                            |
| 1977年－1983年 | Jean-Pierre David 让-皮埃尔·达维德 | PCF法国共产党                                     |
| 1983年－2002年 | Alain Fouché 阿兰·富谢             | UDF法国民主联盟 →CDS社会民主中心 →UMP人民运动联盟 |
| 2002年－       | Gérard Herbert 热拉尔·埃尔贝       | UMP人民运动联盟 →DVD右翼无党派人士                |

### 各级选举
| 绍维尼历届投票选举结果 |                  |              |                             |          |              |                             |            |          |
| 选举项目               | 选区单位         | 选举结果     | 选举结果                    | 选举结果 | 选举结果     | 选举结果                    | 选举结果   | 参考资料 |
| 选举项目               | 选区单位         | 第一轮胜出者 | 第一轮胜出者                | 支持率   | 第二轮胜出者 | 第二轮胜出者                | 支持率     | 参考资料 |
| 2017年法國總統選舉     | 绍维尼市镇       |              | 埃马纽埃尔·马克龙           | 24.72%   |              | 埃马纽埃尔·马克龙           | 68.46%     | [ 27 ]   |
| 2017年法国立法选举     | 维埃纳省第三选区 |              | 让-米歇尔·克莱芒            | 35.9%    |              | 让-米歇尔·克莱芒            | 70.13%     | [ 27 ]   |
| 2019年欧洲议会选举     | 绍维尼市镇       |              | 玛丽娜·勒庞                 | 22.59%   | （不适用）   | （不适用）                  | （不适用） | [ 27 ]   |
| 2021年法国省级选举     | 绍维尼县         |              | 伊萨贝尔·巴罗 热拉尔·埃尔贝 | 37.51%   |              | 伊萨贝尔·巴罗 热拉尔·埃尔贝 | 53.51%     | [ 28 ]   |
| 2021年法国大区选举     | 绍维尼市镇       |              | 尼古拉·弗洛里安             | 10.77%   |              | 阿兰·鲁塞                   | 41.94%     | [ 29 ]   |

## 人口
2018年，绍维尼市镇人口数量为7,045，在法国排名第1,497位。其中男性3,310人，女性3,735人，75岁及以上人口占12.9%，外籍人口数量为1,323人，人口密度为74人/平方公里，当地居民被称为（男性）或（女性）。2019年，绍维尼境内出生63人，死亡人口142人。
| 年份   | 1936  | 1946  | 1954  | 1962  | 1968  | 1975  | 1982  | 1990  | 1999  | 2006  | 2007  | 2008  | 2013  | 2018  |
| ------ | ----- | ----- | ----- | ----- | ----- | ----- | ----- | ----- | ----- | ----- | ----- | ----- | ----- | ----- |
| 人口數 | 2,725 | 5,375 | 5,513 | 6,168 | 6,309 | 6,693 | 6,572 | 6,665 | 7,025 | 6,916 | 6,895 | 6,875 | 7,086 | 7,045 |

## 经济
绍维尼是一个区域性的中心城市。截止2022年1月，绍维尼市镇范围内共有各类用人单位（包含自雇）980家，平均历史为17年，其中99.62%为中小型企业（PME）。（房屋装潢）、（小型汽车维修）及（小型汽车维修）是当地2020年营业额最高的三个企业，分别为29,016,407欧元、3,487,509欧元和3,011,062欧元。

## 财政与居民收入
2020年，绍维尼的财政收入总额为8,739,030欧元，财政支出总额为7,882,040欧元，当年的债务总额为8,428,880欧元。2021年，绍维尼共获得867,512欧元的国家财政补助，比上一年减少了7.03%。
2019年，绍维尼的人均月收入总额为2,000欧元，其中高级职员为3,468欧元，低于法国平均水平（4,230欧元）；中级职员为2,221欧元，低于法国平均水平（2,411欧元）；普通职员为1,637欧元，低于法国平均水平（1,740欧元）。
2018年，绍维尼境内的青壮年（15至64岁）失业率为11.6%，当地46%的家庭拥有纳税资格，平均纳税2,438欧元，低于法国平均水平（3,910欧元）。

## 社会事务

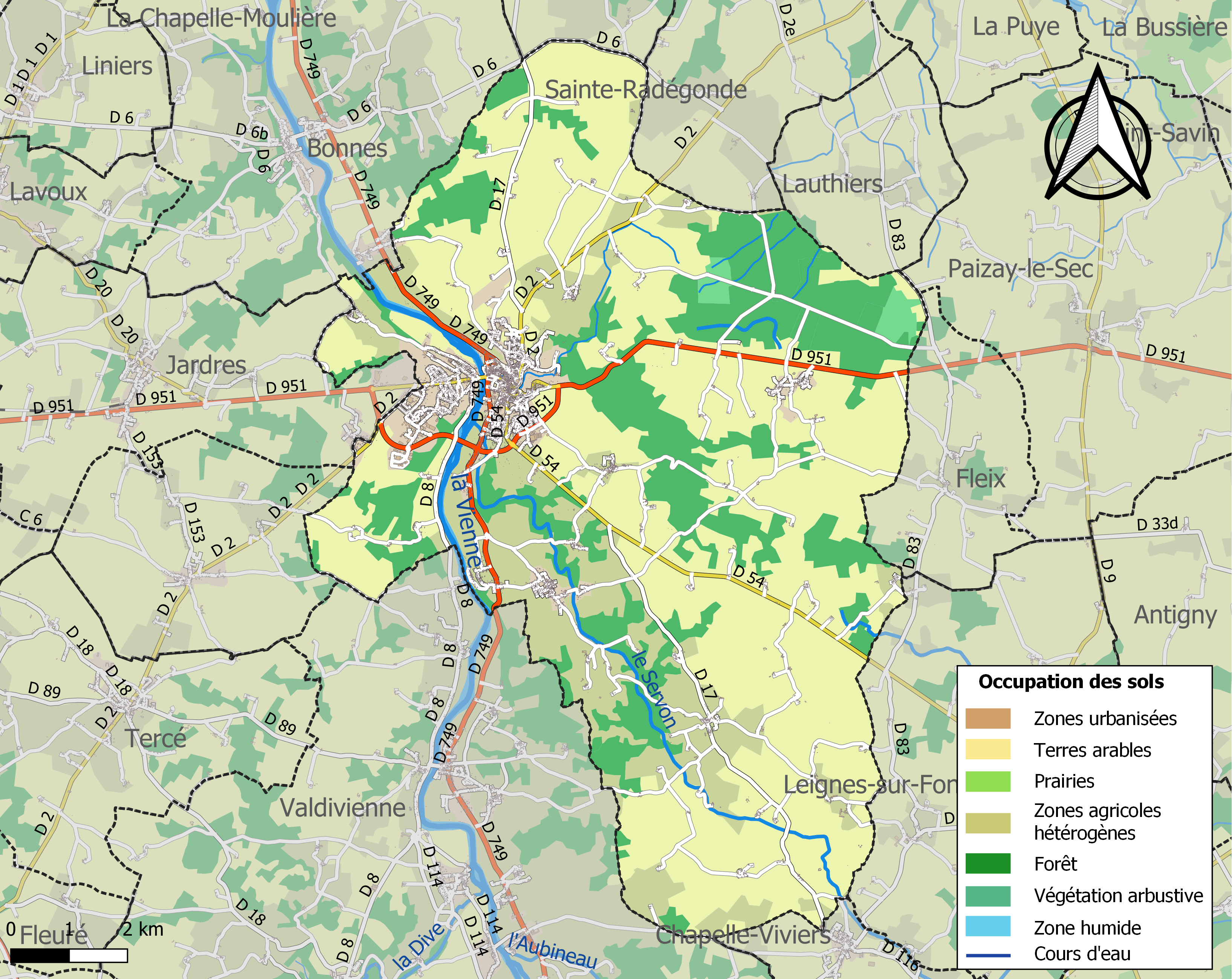
绍维尼土地利用情况地图

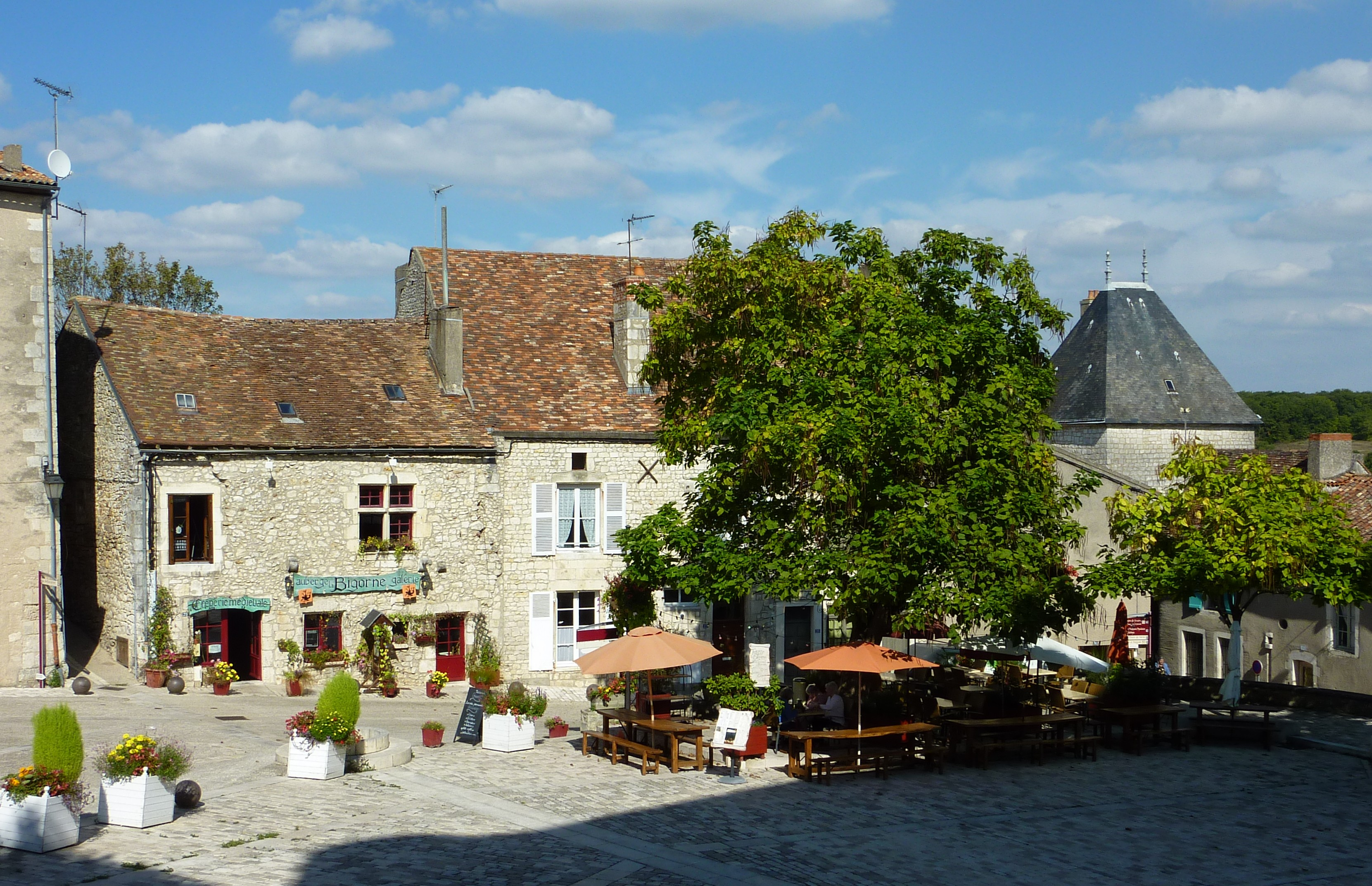
碉楼广场

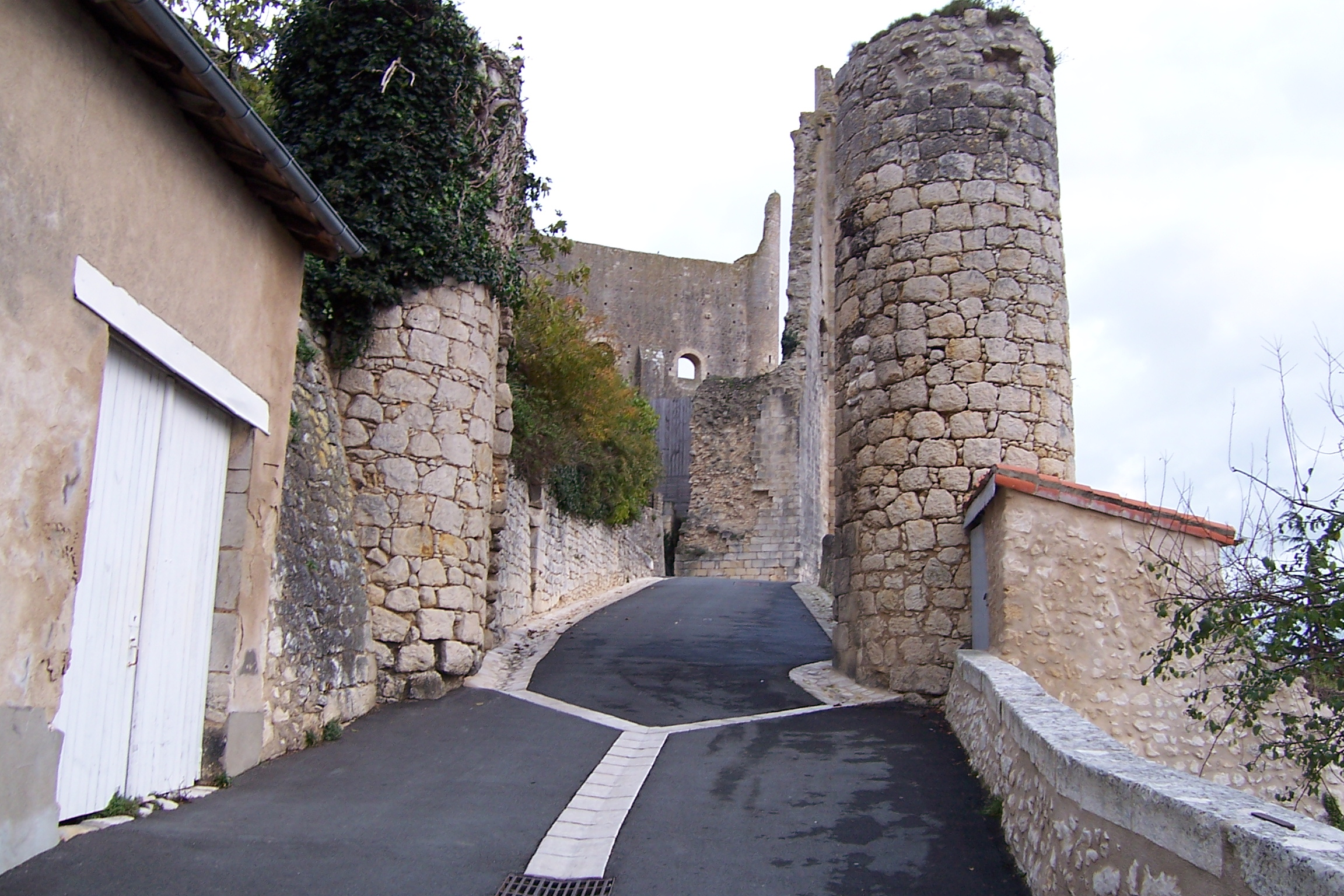
绍维尼市中心的一条街道

### 教育
绍维尼属于普瓦捷学区。截止2020年1月1日，绍维尼境内共有1所幼儿园、4所小学、1所初级中学、1所农业高中。2018至2019学年度，绍维尼境内共有在校中等教育阶段学生905名。

### 医疗
截止2020年1月1日，绍维尼境内共有全科医生11名、保健师7名、牙医4名、护士6名和助产士1名。境内共有药房4家、养老院2家。
距离绍维尼最近的区域性医疗机构为普瓦捷大学中心医院（CHU Poitiers）中心医院，其主病区位于普瓦捷市区东侧，距离绍维尼市区的正常车程约25分钟，该院设有床位1,766个，是当地规模最大的公立综合性医院。该院下属的“栗园老年疗养院”（EPHAD Les Châtaigniers）位于绍维尼市区，设有床位134个。

### 住房
2018年，绍维尼境内共有各类住房3,876套，其中83%为独立式居民区，16.5%为集中式居民区。常住房屋占绍维尼市镇范围内居民建筑总量的84.5%。
在住房保障政策方面，2020年，绍维尼境内共有633户家庭获得了住房经济补助，受益人数占总人口数量的9%，其中605份为房租补助。

### 商业
2019年，绍维尼境内共有各类实体商铺156家，其中餐厅23家、大型超市3家、面包房5家、肉铺2家、书店1家、装饰品店5家、银行门店6家、美容美发店9家、汽车维修店13家。市区西南部建有开放式商业街区，有Intermarché、利多超市等购物商场。

### 体育
2020年，绍维尼境内共有1家游泳池、1间体育馆、9处网球场、4处足球或橄榄球场、1处篮球或排球场。
截至2022年1月，绍维尼境内共有4家注册足球俱乐部。绍维尼体育联盟（US Chauvigny，编号507029）是当地的代表性足球队，2021至2022赛季参加法国全国丙组联赛（法戊）。

### 环境
绍维尼的环境事务由其所属的大普瓦捷城市公共社区负责。2019年，绍维尼境内暂无污染企业。

### 治安
2019年，绍维尼市镇范围内有1处宪兵队。
绍维尼所在地是蒙莫里永宪兵总队的管辖范围。2020年，该宪兵总队辖区内共90个市镇累计发生各类案件2,072起，其中盗窃类案件1,038起，经济类案件444起，毒品交易类案件55起。

## 文化
2020年，绍维尼境内共有1家剧场、1家电影院和1家博物馆。绍维尼市政府提供多媒体中心，每周二至六向公众开放。

### 建筑
绍维尼境内有多处历史建筑，其中法国国家文物保护单位包括圣伯多禄教堂、普瓦捷主教城堡（Château des évêques de Poitiers）遗址、圣母教堂（Église Notre-Dame）等。

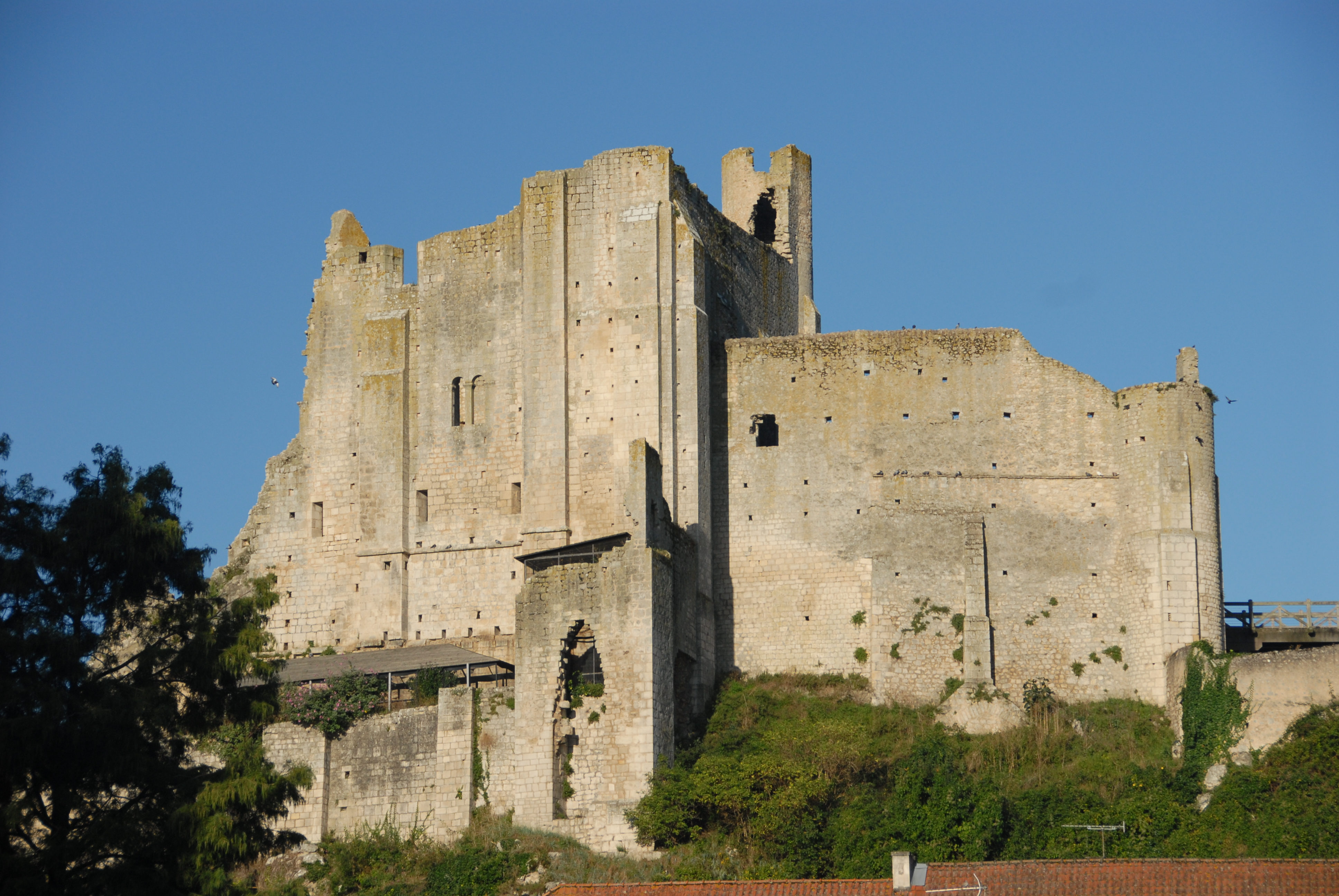
普瓦捷主教城堡（遗址）
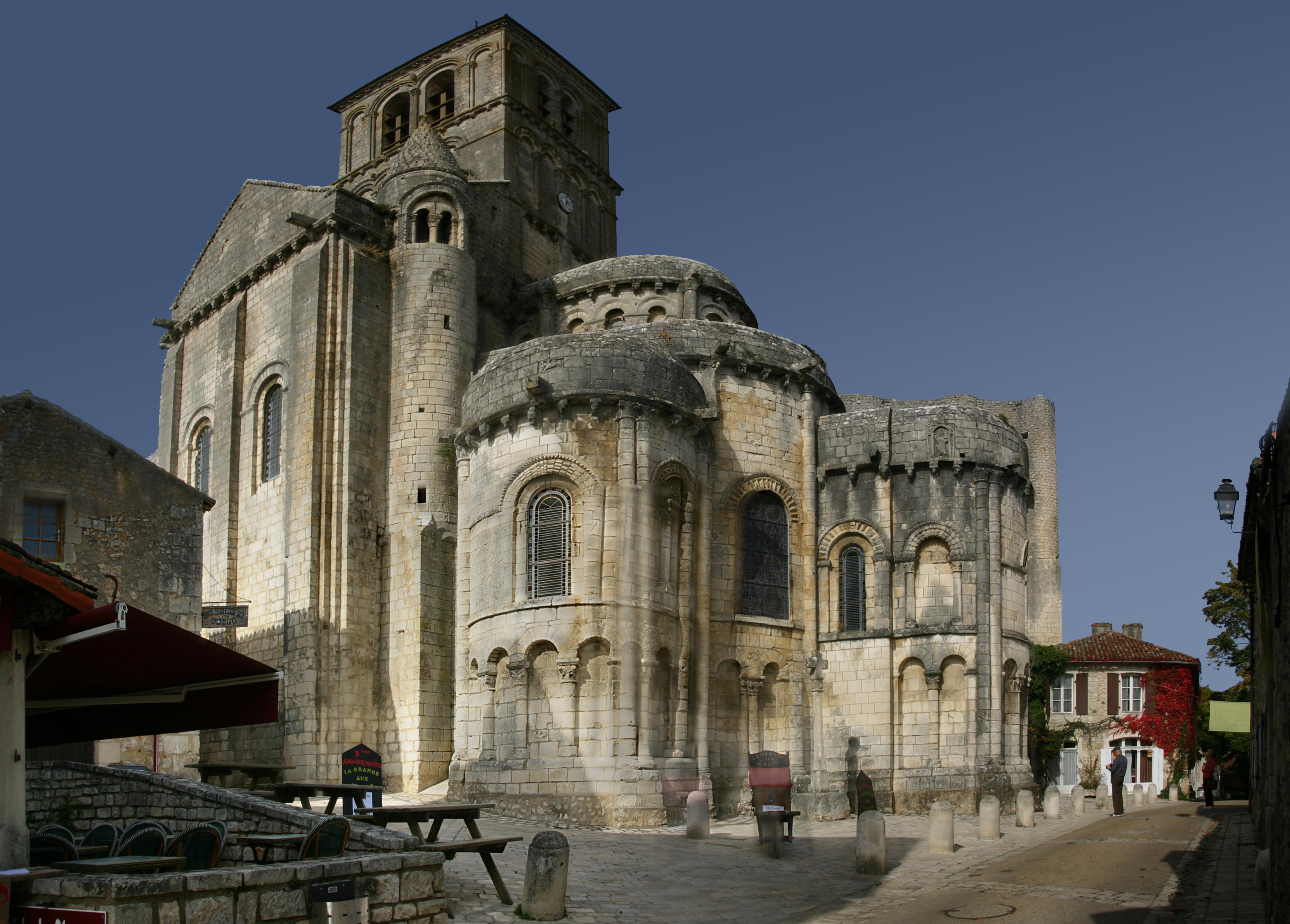
圣伯多禄教堂（法语：Église Saint-Pierre de Chauvigny）
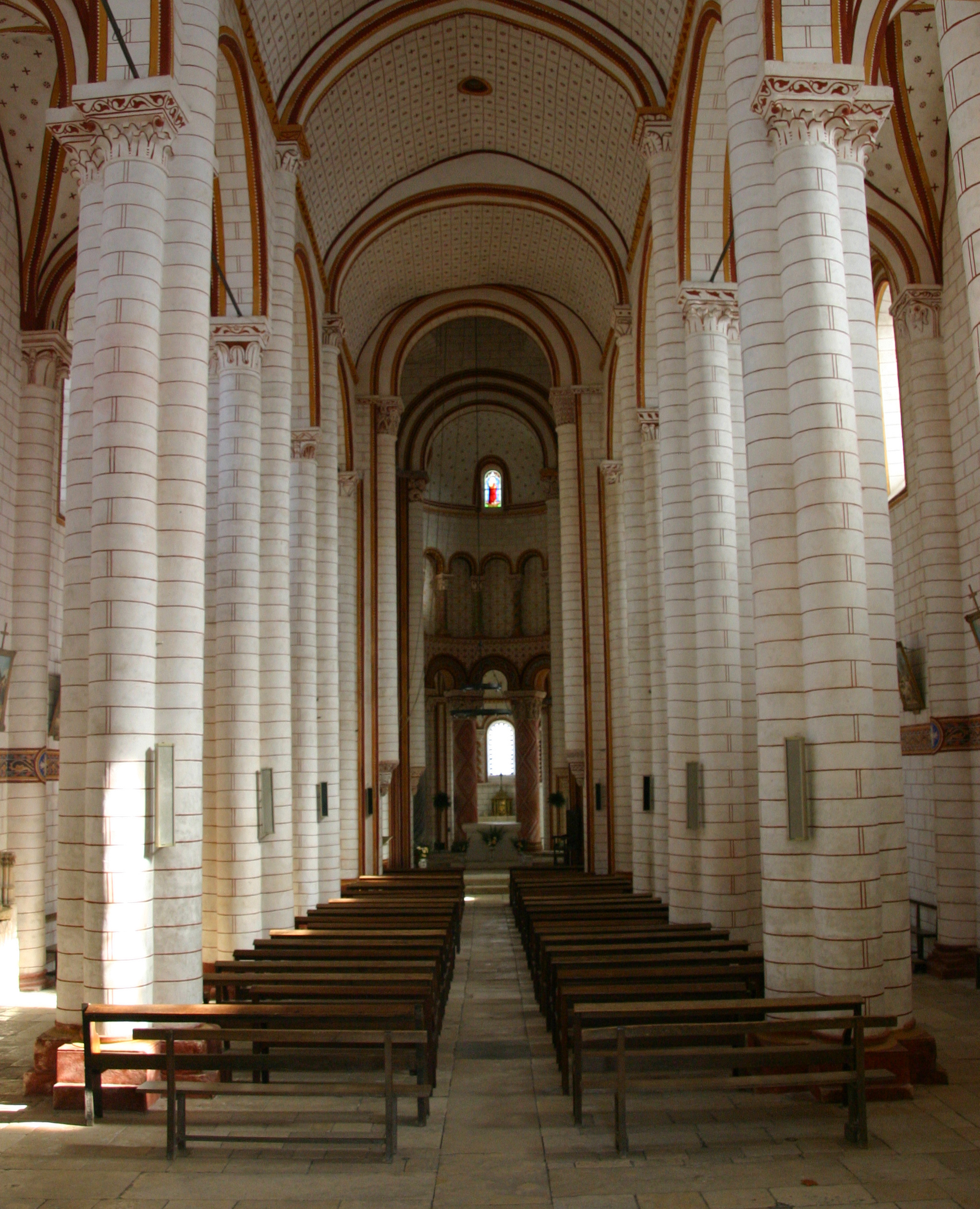
圣伯多禄教堂大厅
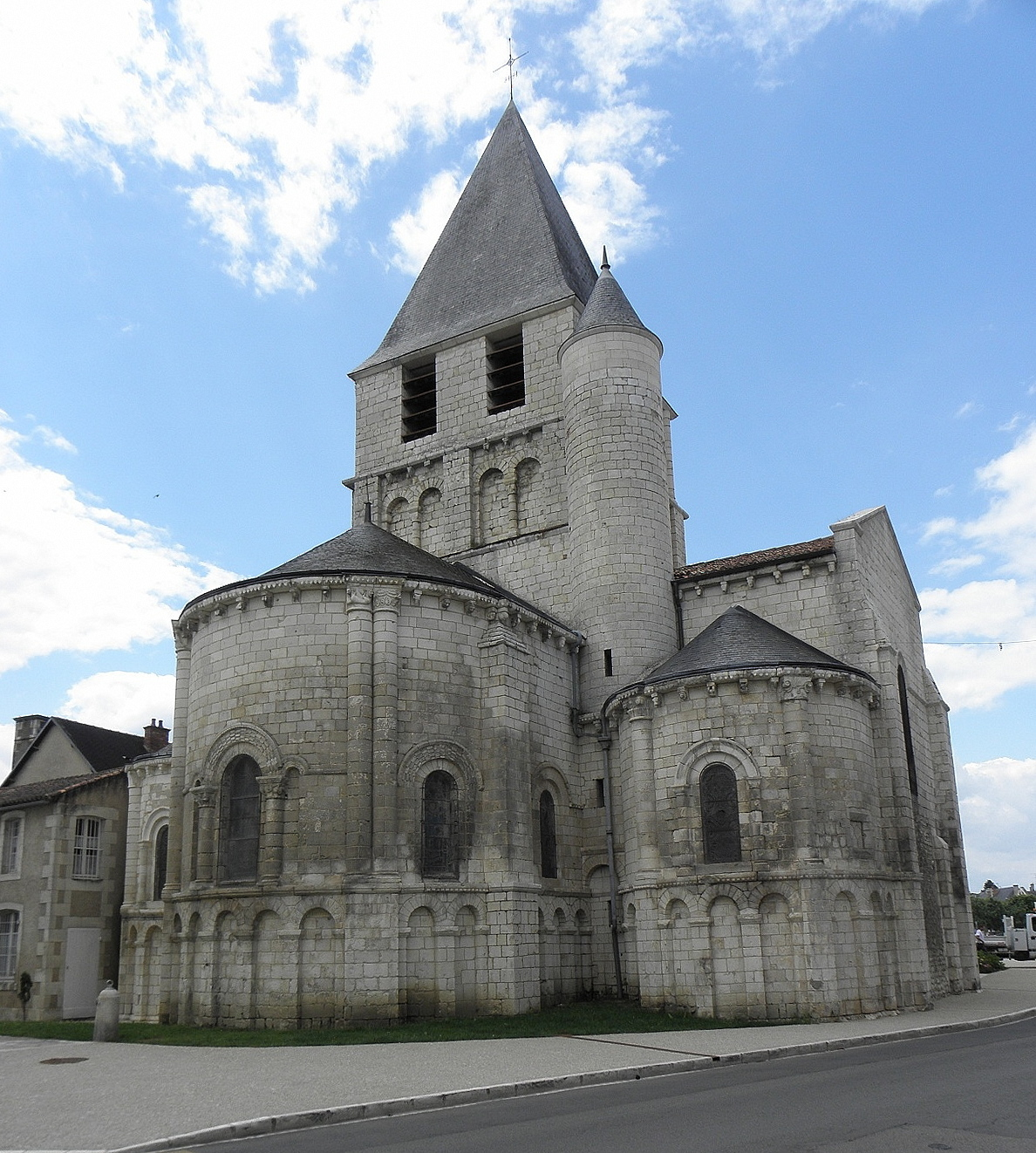
圣母教堂
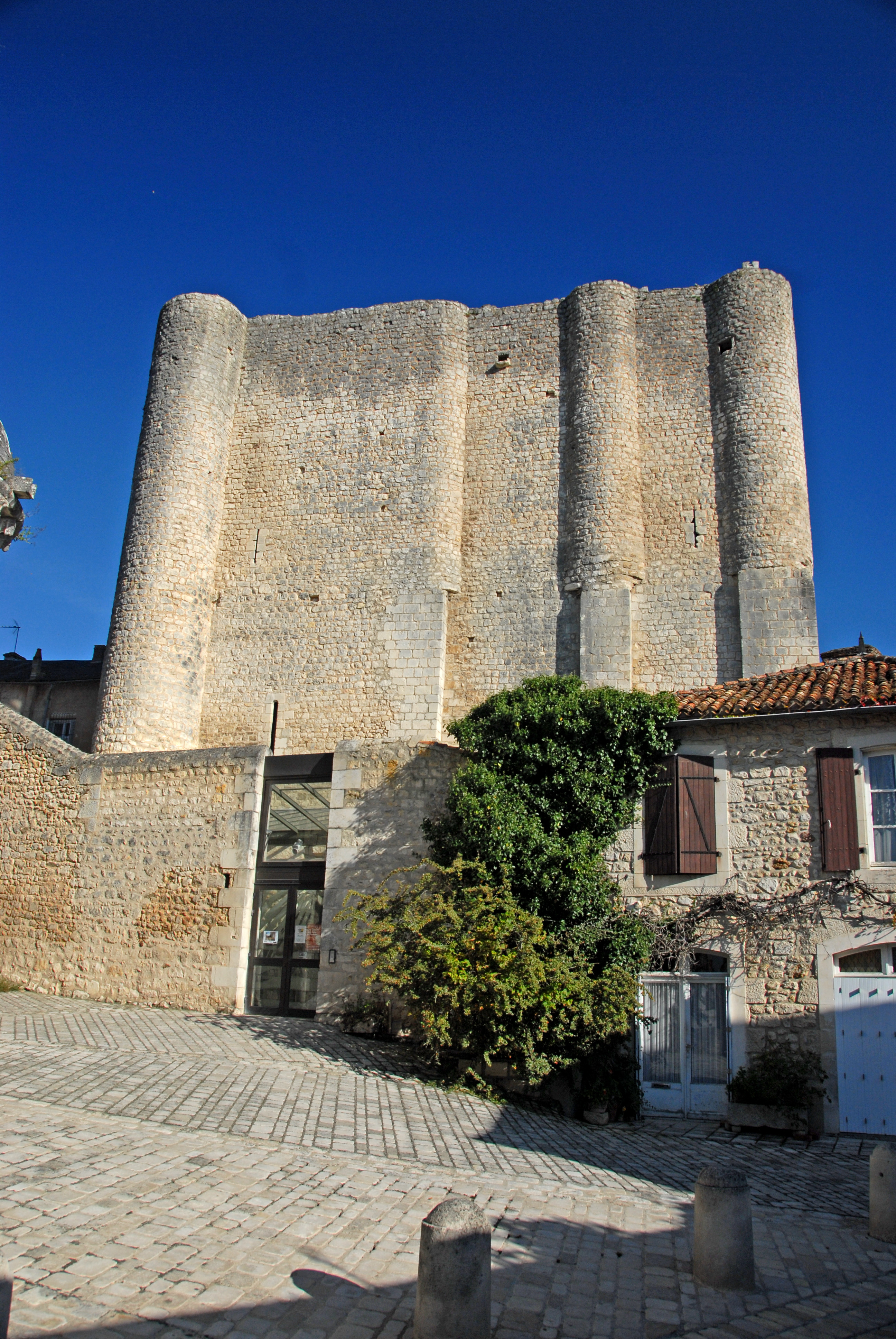
古宗碉楼
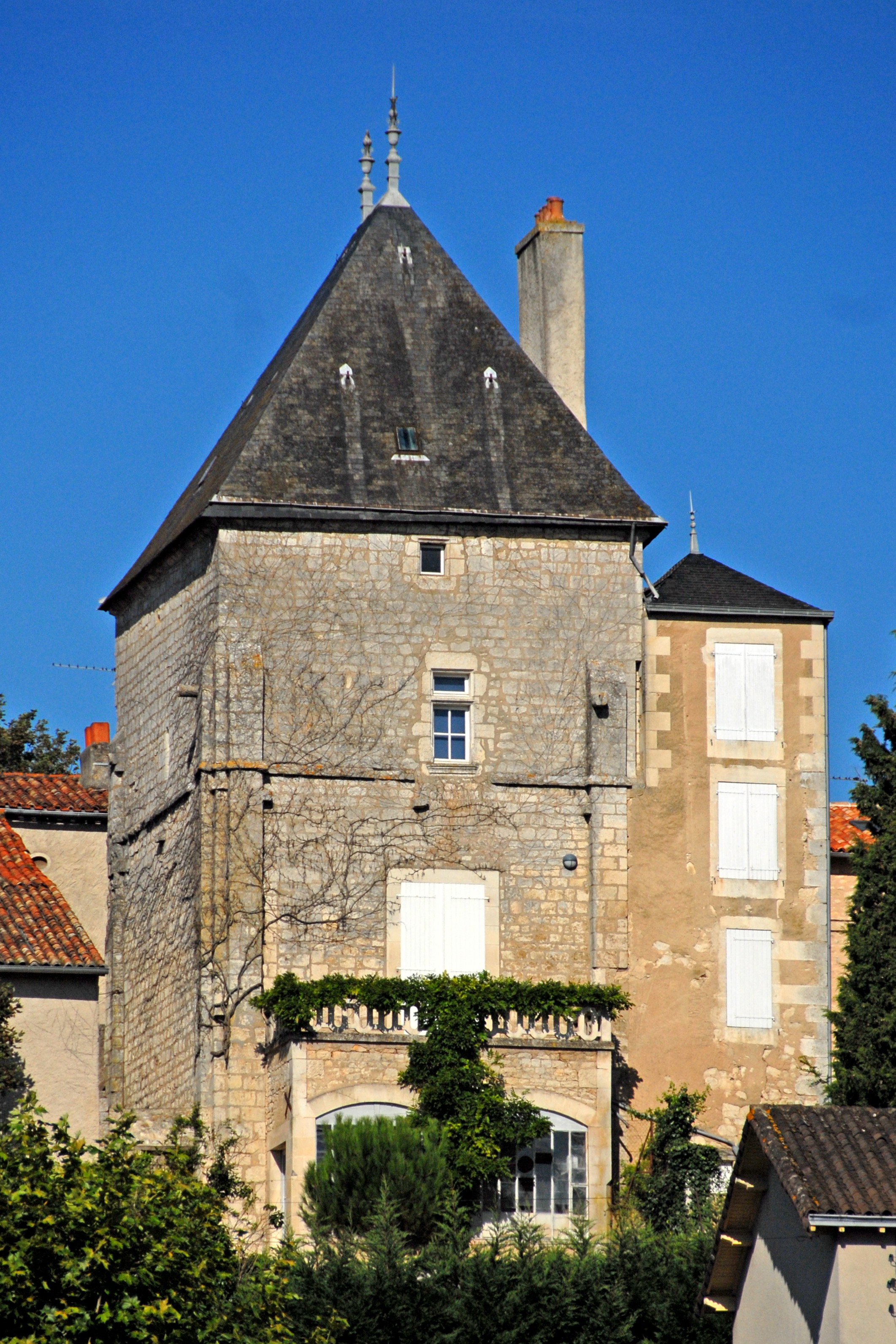
弗兰塔
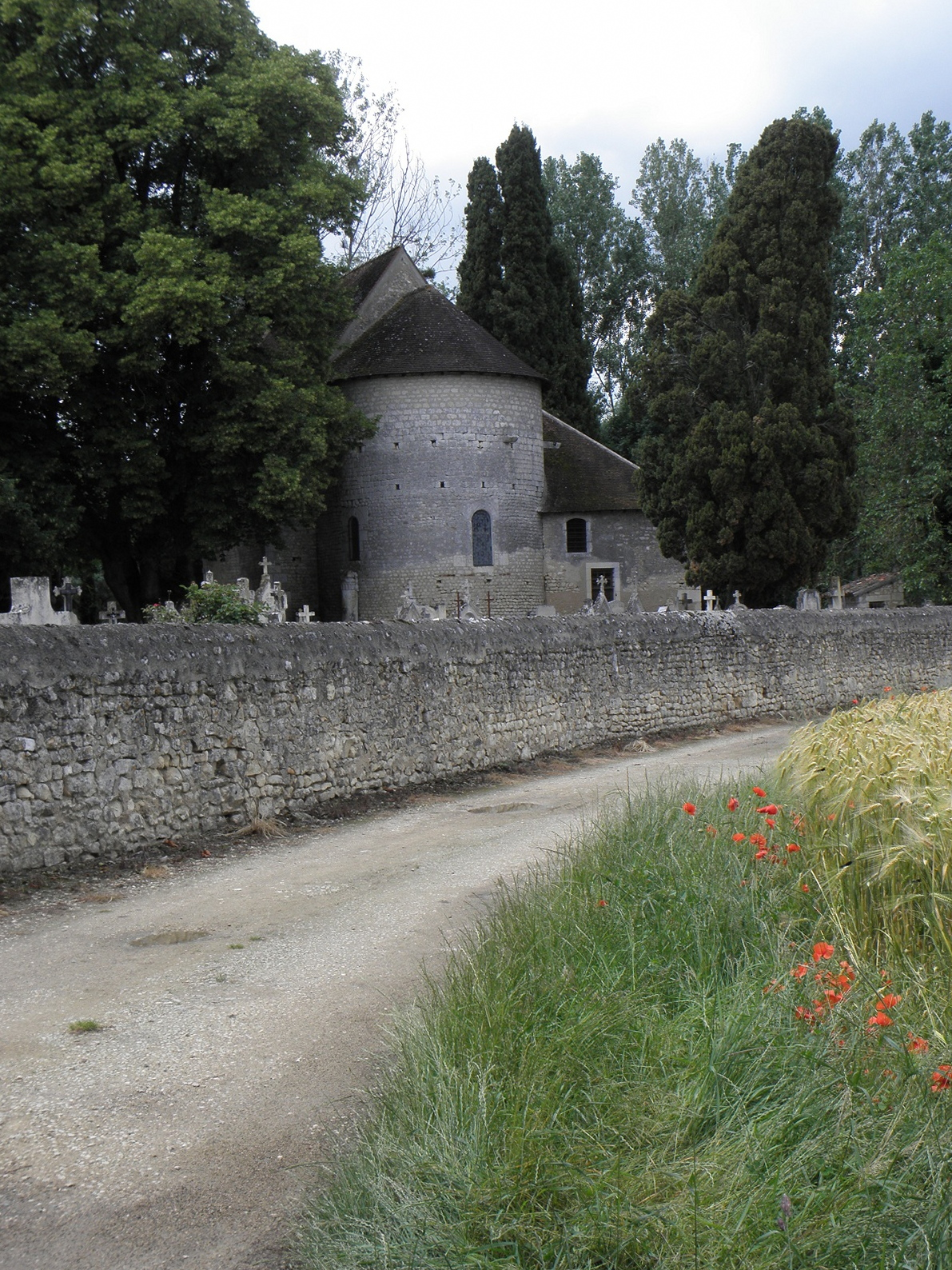
圣皮埃尔圣伯多禄教堂
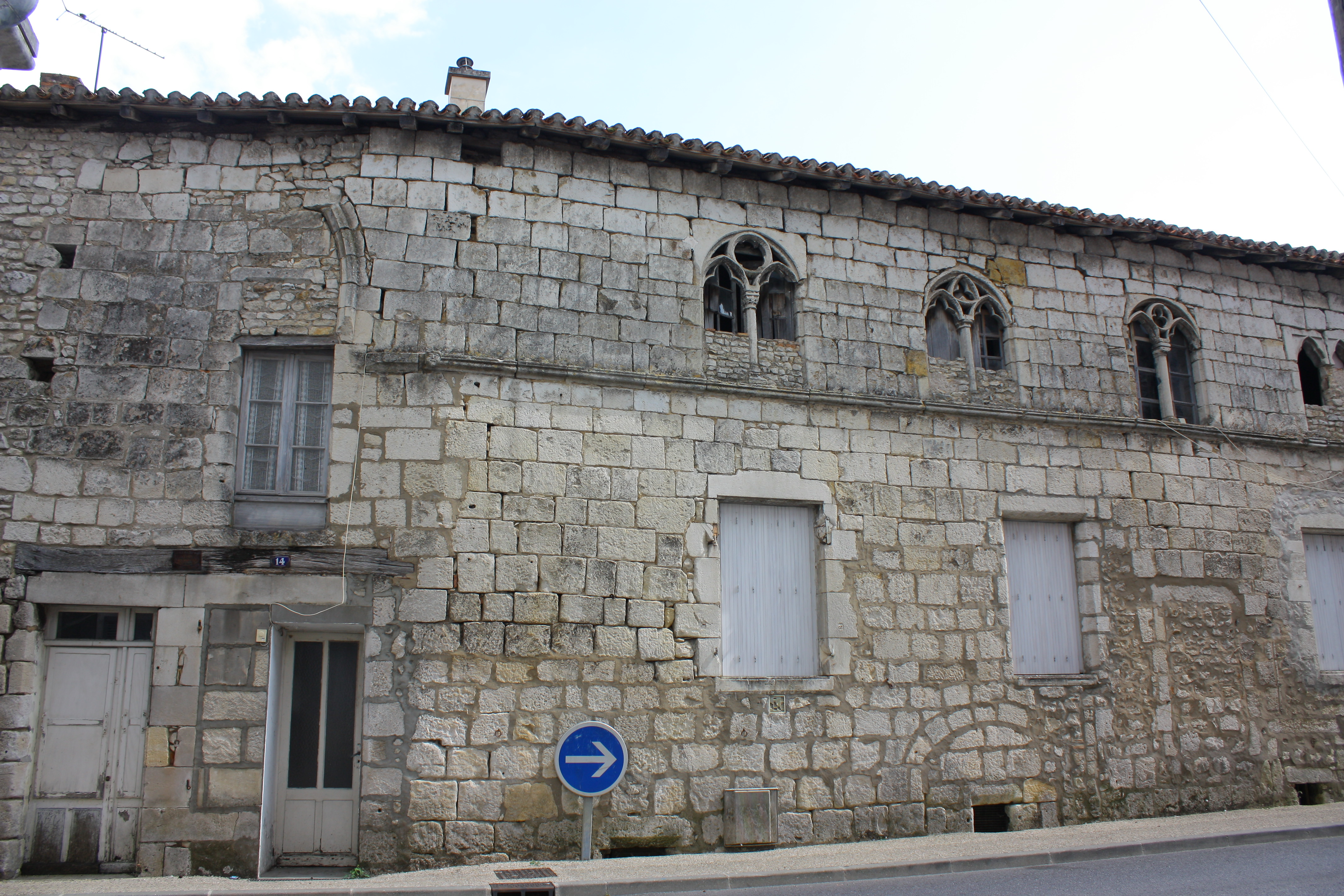
骑士团旧址

### 旅游
绍维尼的旅游事务由其所属的大普瓦捷城市公共社区负责。2021年，绍维尼境内共有3家酒店共计79间房间；另有1个露营地，可容纳共108辆露营车。

### 媒体
法国主要的媒体均可在绍维尼接收，法国电视三台下属的新阿基坦大区频道在部分时段播出绍维尼所属区域的地方新闻。当地的主要地方性媒体包括《维埃纳省中央报》、《中西部新共和国报》、蓝色法兰西普瓦图广播等。

## 友好城市
截至2022年1月，绍维尼共与四座城市互为友好城市关系：
- 義大利 特里诺（1961年）
- 德国 盖森海姆（1970年）
- 布吉納法索 邦福拉（1974年）
- 英国 比勒里基（2005年）